# ASH -ARCHAIC SEALED HEAT-
『ASH -ARCHAIC SEALED HEAT-』（アルカイック シールド ヒート、略称:ASH）は、2007年10月4日に任天堂より発売されたニンテンドーDS用シミュレーションRPG。開発はミストウォーカー。ニンテンドーDS用ソフトとして初となる大容量2ギガビット（256メガバイト）のDSカードを採用し、要所でハイクオリティなムービーが挿入される。

## システム

### チームタクティクス
本作の戦闘システムは主にRPGとシミュレーションRPGの中間に位置する。3人1組がチームとなり、敵味方最大で3対3の激しい戦闘となる。戦闘はコマンド型バトルを採用。DSの上画面に味方のビジュアルやステータスが、下画面には敵側のビジュアルおよびHPが表示される。フィールドではチームごとに行動をとる。プレイヤー側のターンでは「AP」と呼ばれるポイントを消化しきるまで移動や戦闘が可能。APが0になると敵側のターンとなる。

### エンゲージシステム
炎によって焼かれた人間は灰の戦士として蘇り、プレイヤーが取り込むことでユニットキャラクターとして育成できる。
バトラー
主に前衛を担当し剣術や接近戦を得意とする。魔法による攻撃手段を持たず敵と離れると攻撃できない。
回復魔法は多少扱うことができる。敵の攻撃を無効化する能力もある。
ロングソード
バトラーに近い性能を持つが、多少距離が離れた場合の攻撃手段は備えている。
2つの剣を合わせたような長い剣が特徴的。複数の敵に攻撃可能だが、その分打たれ弱い。
アイテマー
戦闘においては、アイテム次第で回復も攻撃もこなせる。防御力は弱め。
背中に背負ったポッドによって、通常は近距離射程のアイテムを広範囲へ打ち出すことが可能。
スティーラー
肉弾戦担当。アイテムを盗むこともできる。高い素早さを誇るが、打たれ弱い。
ホワイトマジック
回復魔法をあつかう。接近戦は不向き。初期から仲間にできる。
ブラックマジック
攻撃魔法に長ける。接近戦は不向き。初期から仲間にできる。
モンスターマジック
召喚魔法をあやつる森の民の職業。味方の強化や支援を得意とする。ホワイトマジックおよびブラックマジックとは異なる特殊な魔法をあつかう。
灰の戦士では唯一通常攻撃ができない。

## ストーリー
ミリニア王国の王女アイシャは17歳となったその日に王位継承の儀式を受けていた。王位の証であるミリニアの腕輪を受け取ったその時、突如、火炎蛇が現れる。火炎蛇はミリニア王国を燃やしつくし、アイシャに襲いかかるのだった。アイシャを庇った仲間たちは火炎蛇の炎によって焼かれてしまう。唯一生き残ったアイシャは絶望するが、仲間たちは灰の体となり蘇る。灰の体の謎を解き明かすため冒険の旅に出る。

## 登場キャラクター

### チームリーダー
アイシャ声：明坂聡美
劫火によって国を失った17歳のミリニア王国の王女。
- 素直なお人好しで慈愛に満ちながらも芯が強い。

接近戦、遠距離攻撃もこなす万能型。
武器は「シミター」「カービン」、防具は「ベスト」
ダン声：子安武人
サムネルシア王国の上級魔導師。自身の属する国がエミュを戦争の道具にすることに疑問を抱く。
敵の能力を奪い、自分のものとするブレイク系の技を得意とする。
武器は「クレイモア」、防具は「ベスト」
エミュ声：坂本真綾
森の民。人間以外の生物と心を通わせる能力を持つ。ダンと共にアイシャの仲間となる。
マリティ声：植田佳奈
エースシン国の皇女。かなり強気な性格。アイシャと同じく火炎蛇を追っている。
ジーカウェン声：宮野真守
サムネルシア王国の傭兵。複数の剣を操る能力を持つ。謎に包まれた人物。

### スポット
ブルネク声：青野武
ミリニア王国の摂政でありアイシャの傅役。火炎蛇により消滅後、灰の戦士として復活。
序盤のメンバーでは戦士として申し分ない高い戦闘能力を誇る。
クットロラン声：小野坂昌也
未来からやってきたという、感情・思考を持つ機導兵。ロジック・ボム（機導兵のプログラムを書き換えるマシン）によって人間を守るようにプログラムされており、未来を変えるためアイシャたちと共に戦う。
エースシン女王声：榊原良子
エースシン国の女王であり、マリティの母親。絶大な力をもつ魔導士。時には自らも戦闘に参加する。

## 主なスタッフ
- エグゼクティブプロデューサー・シナリオ・ゲームデザイン：坂口博信
- プロデューサー：田中謙介
- キャラクターデザイン：皆葉英夫
- 音楽：崎元仁

## ドラマCD
ゲームと同じ声優が出演する。ソニー・ミュージックエンタテインメントから2007年11月21日に発売。